# بندرگاه قدیمی!
بندرگاه قدیمی! (انگلیسی: Any Old Port!) یک فیلم کوتاه کمدی آمریکایی است که در سال ۱۹۳۲ منتشر شد.

## بازیگران
- استن لورل
- اولیور هاردی
- والتر لانگ
- جولی بیشاپ
- هری برنارد
- سام لافکین
- چارلی هال
- بابی برنز
- هلن گیلمور
- دیک گیلبرت
- ویل استنتون